# 안전유리
아래는 안전유리에 대한 설명이다.

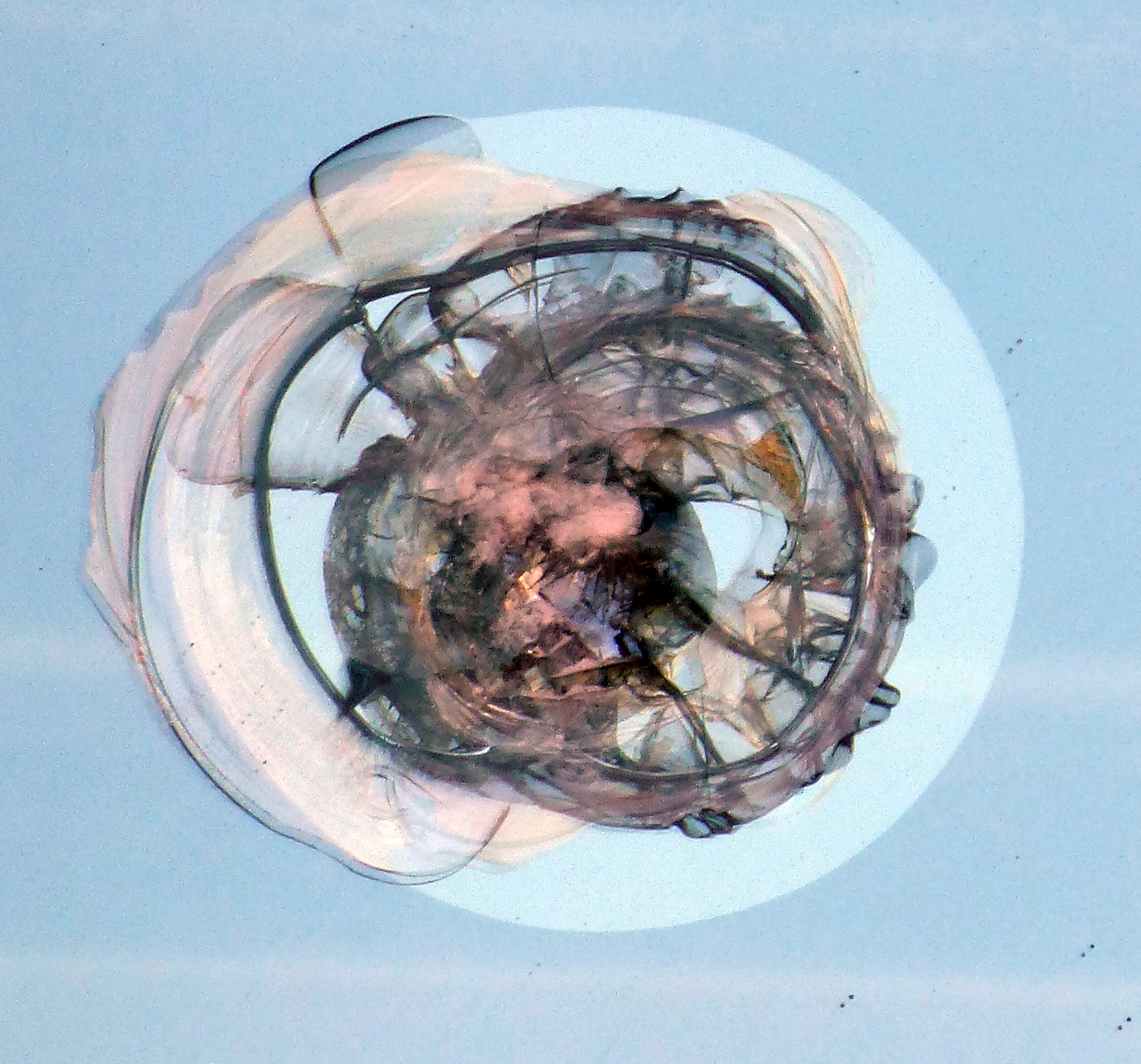
부서진 안전 유리는 순환식 거미줄 패턴의 특징을 보인다.

보통 유리는 창의 일부를 가열하면 열팽창에 의해 깨어지며, 충격에 대해서도 약하다. 이러한 결함을 보완하기 위해 유리 속에 철망을 집어 넣은 철망유리가 쓰이기도 한다. 또 새로운 제품으로는 판유리와 판유리 사이에 폴리비닐부티랄수지(polyvinyl butyral 樹脂)라는 유기제를 끼운 적층 유리가 있다. 이것은 한쪽 유리가 깨어져도 세겹이므로 뚫리지 않으며, 한쪽에 압력을 가해도 사이에 끼운 유기유리가 유연하므로 쿠션 역할을 한다. 이 유리는 전차·자동차의 앞유리 등 교통기관에 많이 쓰이며, 이러한 유리를 접합유리(laminated glass)라고 한다. 강화유리와 합유리를 총칭해서 넓은 의미로 안전유리라고 부른다.
철망 유리는 프랭크 슈만이 발명하였다.
합판 유리(성층 유리, Laminated glass)는 1903년 프랑스의 화학자 Édouard Bénédictus (1878–1930)가 발명하였다.